# Ernst Heuser
Ernst Heuser (* 9. April 1863 in Elberfeld; † 12. Juni 1942 in Köln) war ein deutscher Komponist, Pianist und Musikpädagoge.

## Leben und Werk
Seine Eltern waren Walter Heuser und Maria, geborene Fürstenberg. Ernst Heuser studierte von 1879 bis 1883 am Kölner Konservatorium bei Ferdinand von Hiller und Gustav Jensen. Er unterzog sich anschließend Aufbaustudien am Dresdener Konservatorium in Komposition bei Franz Wüllner sowie im Fach Klavier bei Franz Liszt und Jean Louis Nicodé.
Ab 1887 wirkte er viele Jahre als Klavierpädagoge am Kölner Konservatorium. Daneben wirkte er als Dirigent des Richard-Wagner-Vereins in Köln.
Ernst Heuser schrieb zahlreiche Vokal- und Instrumentalwerke im romantischen Stil, darunter die Oper Aus großer Zeit, das Werk Der Blumen Rache für Sopransolo, Frauenchor und Orchester, die Stimmungsbilder Um Mitternacht und Wolken am Meer für Chor und Orchester, Orchesterstücke, über 100 Männerchöre sowie zahlreiche Klavierstücke (Charakter- und Jugendstücke, Etüden).
Heuser hatte 1880 in Köln Maria Schweinefleisch geheiratet. Er beging 1942 im Alter von 79 Jahren in seinem Wohnhaus in Köln-Lindenthal Suizid durch Erhängen. Seine Grabstätte auf dem Kölner Melaten-Friedhof existiert nicht mehr.